# (2752) Wu Chien-Shiung
(2752) Wu Chien-Shiung es un asteroide perteneciente al cinturón de asteroides descubierto por el equipo del Observatorio de la Montaña Púrpura desde el observatorio homónimo de Nankín, China, el 20 de septiembre de 1965.

## Designación y nombre
Wu Chien-Shiung fue designado al principio como 1965 SP.
Más tarde, en 1990, se nombró en honor de la física estadounidense de origen chino Chien-Shiung Wu (1912-1997).

## Características orbitales
Wu Chien-Shiung está situado a una distancia media de 3,027 ua del Sol, pudiendo alejarse hasta 3,357 ua y acercarse hasta 2,696 ua. Tiene una excentricidad de 0,1091 y una inclinación orbital de 10,12 grados. Emplea 1923 días en completar una órbita alrededor del Sol.

## Características físicas
La magnitud absoluta de Wu Chien-Shiung es 11,5.